# Lara Croft Go
Lara Croft Go é um jogo eletrônico de quebra-cabeça por turnos produzido pelo estúdio Square Enix Montréal e publicado pela Square Enix.  Anunciado em Junho de 2015, o jogo foi lançado para Android, iOS, Windows e Windows Phone a 27 de Agosto de 2015.
Lara Croft Go é o quarto jogo da sub-série Lara Croft dentro da franquia Tomb Raider. Os jogadores controlam a protagonista da série, Lara Croft, usando os comandos do ecrã táctil. Apesar da jogabilidade central e o esquema de controlos ser similar ao antecessor Hitman Go, a equipa de produção não queria que Lara Croft Go fosse uma espécie de cópia deste. O estúdio inspirou-se no jogo original de 1996 para estudar as raízes da série e incorporá-las num jogo de puzzle por turnos para as plataformas móveis.
O jogo foi bem recebido pelos críticos, conseguindo 83/100 no Metacritic o que indica "análises geralmente favoráveis". O IGN deu 8.5/10 e disse "que tem todo o coração e espírito do Tomb Raider clássico num pacote de jogo de puzzle miniatura." O Destructoid deu 9/10 dizendo que "Lara Croft GO é claramente um produto de amor sobre aquilo que já significou a série Tomb Raider." O The Sixth Axis deu 9/10 e refere "fica como um dos melhores jogos do ano para tablet e plataformas móveis, graças à jogabilidade simples mas intuitiva que lhe dá um balanço perfeito entre ser divertido e desafiador".